# Miss Americana
Miss Americana (hay còn gọi là Taylor Swift: Miss Americana) là một bộ phim tài liệu, đạo diễn bởi Lana Wilson, nói về ca sỹ - nhạc sĩ Taylor Swift về cuộc đời của cô ấy và quá trình phát triển sự nghiệp qua nhiều năm. Bộ phim sẽ được phát hành trên nền tảng Netflix và được chiếu ở một số rạp vào ngày 31 tháng 1 năm 2020.
Netflix mô tả bộ phim là một "cái nhìn chân thực và đầy cảm xúc" về Swift "trong giai đoạn biến đổi trong cuộc đời cô khi cô học cách nắm lấy vai trò của mình không chỉ là một nhạc sĩ và người biểu diễn, mà còn là một người phụ nữ khai thác toàn bộ sức mạnh của giọng hát". Miss Americana lần đầu phát hành trước công chúng vào đêm mở màn của Liên hoan phim Sundance vào ngày 23 tháng 1 năm 2020.

## Tóm tắt
Bộ phim nói về một số sự kiện trong cuộc đời và sự nghiệp của Swift, bao gồm việc thực hiện album thứ bảy Lover (2019), về cuộc chiến trong quá khứ của cô với chứng rối loạn ăn uống, thử nghiệm bị tấn công tình dục, việc chẩn đoán ung thư của mẹ cô và quyết định công khai về vấn đề chính trị của cô.

## Diễn viên
- Taylor Swift
- Andrea Swift
- Scott Swift
- Joe Alwyn
- Jack Antonoff
- Joel Little
- Max Martin
- Bobby Berk
- Karamo Brown
- Tan France
- Jonathan Van Ness
- Brendon Urie
- Abigail Anderson Lucier
- Tree Paine

## Nhạc
Bộ phim tài liệu bao gồm bài hát "Only the Young", được phát ở khúc cuối của bộ phim. Swift đã viết bài hát sau Cuộc tổng tuyển cử ở Hoa Kỳ năm 2018, mặc dù nó không được đưa vào album Lover.